# Malouetia
Malouetia é um género botânico pertencente à família Apocynaceae.
Gênero inclui:
- Malouetia amazonica M.E.Endress
- Malouetia amplexicaulis Spruce ex Müll.Arg.
- Malouetia aquatica Markgr
- Malouetia arborea (Vell.) Miers
- Malouetia barbata J.Ploeg
- Malouetia bequaertiana Woodson
- Malouetia bubalina M.E.Endress
- Malouetia calva Markgr.
- Malouetia cuatrecasatis Woodson
- Malouetia cubana A.DC
- Malouetia duckei Markgr.
- Malouetia flavescens (Willd. ex Roem. & Schult.) Müll.Arg.
- Malouetia gentryi M.E.Endress
- Malouetia glandulifera Miers
- Malouetia gracilis (Benth.) A.DC.
- Malouetia gracillima Woodson
- Malouetia grandiflora Woodson
- Malouetia guatemalensis (Müll.Arg.) Standl.
- Malouetia heudelotii A.DC.
- Malouetia isthmica Markgr. ex A.H.Gentry
- Malouetia killipii Woodson
- Malouetia lata Markgr.
- Malouetia mildbraedii (Gilg & Stapf) J.Ploeg
- Malouetia molongo M.E.Endress
- Malouetia naias M.E.Endress
- Malouetia nitida Spruce ex Müll.Arg.
- Malouetia parvifolia Woodson
- Malouetia pubescens Markgr.
- Malouetia pumila M.E.Endress
- Malouetia quadricasarum Woodson
- Malouetia sessilis (Vell.) Müll.Arg.
- Malouetia tamaquarina (Aubl.) A.DC.
- Malouetia virescens Spruce ex Müll.Arg.

1. ↑  (em inglês) theplantlist.org (Acessado em 26 de junho de 2012)